# Расторгуева, Галина Викторовна
Галина Викторовна Расторгуева (род. 16 мая 1936) — лётчик-испытатель 1-го класса, заслуженный мастер спорта СССР (1976).

## Биография
Родилась 16 мая 1936 года. Отец — Виктор Расторгуев — планерист, лётчик-испытатель. Погиб при испытании Як-3РД с ЖРД конструкции В. П. Глушко в 1945 г.
Летать начала в 1955 г. в аэроклубе, учась в МАИ, который окончила в 1959 г. Работала инженером по эксплуатации электрооборудования тяжёлых самолётов в Шереметьеве. Одновременно летала инструктором-общественником в аэроклубе.
В 1960 г. экстерном окончила Центральную планерно-вертолётную школу ДОСААФ. В 28 лет стала «Отличником Аэрофлота».
В Кременчуге прошла курс обучения за три месяца вместо двух лет. В Кременчугское летное училище ездила дважды; в первый раз в 1965 г. освоила пилотирование вертолёта Ми-4, а в 1967 г. пилотирование вертолёта Ми-8.
Окончив училище, стала работать в Московском вертолётном отряде гражданской авиации.

### НИЛИЦ
В 1967 г. Валентина Гризодубова искала для лётно-испытательного центра своего НИИ лётчицу для проведения лётных испытаний. От кандидата на эту работу требовалось наличие диплома лётчика и диплома авиационного инженера. В сентябре 1967 г. Расторгуева была принята на работу с годовым испытательным сроком. Была направлена в школу лётчиков-испытателей Минавиапрома. К августу 1968 г. Расторгуева имела налёт более 1000 часов. Осенью 1968 г. приступила к занятиям. Два месяца ушло на теорию на курсах повышения квалификации, с 4 ноября начала летать. Инструкторами были Е. И. Пугаев, Н. А. Бессонов, помогали Олег Кононенко, штурманы В. Ф. Токаев и Ю. Г. Шестаков и инженеры по эксплуатации Р. К. Кожурин, Г. И. Кобец, Г. Е. Мартышкин и А. И. Огель. Расторгуева получила диплом № 74 об окончании ШЛИ. Приказом министра радиопромышленности СССР за № 117-К от 21 марта 1969 г. ей была присвоена квалификация «лётчик-испытатель 4-го класса МАП СССР».

### Испытательная работа
Восемнадцать лет Расторгуева проработала лётчиком-испытателем в ЛИЦ НПО «Взлет», стала лётчиком-испытателем 1-го класса. Налетала около 4000 часов практически на всех вертолётах, созданных в ОКБ им. М. Л. Миля.

## Мировые рекорды на вертолете МИ-24
Разработка вертолёта началась еще при жизни основателя фирмы Михаила Миля. После его кончины руководителем и генеральным конструктором стал Марат Тищенко. Для получения разрешения установить новые мировые рекорды на вертолёте Расторгуева обращалась с письмами в ДОСААФ к А. И. Покрышкину и министру авиационной промышленности П. В. Дементьеву. Помощь в подготовке оказал заслуженный лётчик-испытатель СССР Феликс Воробьев. Полётные листы Расторгуевой и Полянской подписывал главком ВВС, главный маршал авиации, заслуженный военный лётчик, Герой Советского Союза Павел Кутахов.
А-10 — рекордный вариант вертолёта Ми-24А без вооружения и крылом с уменьшенной взлётной массой. В июле — августе 1975 года ими были установлены шесть женских мировых рекордов, среди которых четыре рекорда скорости полёта: 16 июля на базе 15 — 25 км — 341,35 км/ч; 18 июля на замкнутом 100-километровом маршруте ~ 334,464 км/ч; 1 августа на замкнутом 500-километровом маршруте — 331,023 км/ч; 13 августа был установлен мировой рекорд скорости полёта по замкнутому 1000-километровому маршруту — 332,646 км/ч. Два последних рекорда являлись не только женскими, но и общими. Международная авиационная федерация утвердила в качестве официальных все 8 рекордов, установленных женским экипажем. Имена Галины Расторгуевой и Людмилы Полянской с показателями рекордов занесены в Советскую военную энциклопедию. Часть этих рекордов по-прежнему являются абсолютными по данным FAI Архивная копия от 11 мая 2021 на Wayback Machine
За установление серии мировых рекордов Г. В. Расторгуевой было присвоено звание «Заслуженный мастер спорта СССР», а Л. А. Полянской — «Мастер спорта СССР международного класса», Ф. М. Воробьёву — «Заслуженный тренер РСФСР».

## Перелёт по маршруту Москва — Чукотка — Аляска — Майами (США)
В 1992 г. Расторгуева вместе Г. П. Кошкиной с Л. А. Полянской на вертолёте Ми-24 осуществили перелёт по маршруту Москва — Чукотка — Аляска — Майами (США). Вместе с вертолётом сопровождения Ми-8 они прошли расстояние 19 156 км за 85 часов 46 минут.